# Vestsaharas flag
Vestsaharas flag blev taget i brug som et officielt flag 27. februar 1976, da Vestsahara blev erklæret som en selvstændig republik. 
Flaget bruger de panarabiske farver sort, rødt, hvidt og grønt, og er næsten identisk med det palæstinensiske. I tillæg er flaget udstyret med en rød stjerne og halvmåne. 
Flaget bruges også af befrielsesbevægelsen Polisario, som kæmper for frihed for Vestsahara, som blev besat af Marokko i årsskiftet 1975-76. Polisarios ledelse holder til i flygtningelejrene i det sydvestlige Algeriet, syd for byen Tindouf, hvor der bor omkring 165.000 flygtninge fra Vestsahara. 